# Эфиопская евангелическая церковь Мекане Йесус
Эфиопская Евангелическая Церковь Мекане Йесус (EECMY — аббревиатура от Ethiopian Evangelical Church Mekane Yesus) — христианская деноминация в Эфиопии. Название Мекане Йесус на языке геэз означает: «Место, где живёт Иисус».

## История
Лютеранские миссии были созданы представителями разных церквей ещё в XIX веке. В 1872 году в шведской миссии в Имкуллу крестился Онесимос Несиб, который затем перевёл Библию на язык оромо.
Церковь Мекане Йесус Была создана в 1959 году в результате слияния лютеранских и других христианских объединений, существующих в этой стране.
Во время правления Дерг члены церкви подвергались преследования, в том числе в 1979 году солдатами режима был похищен и убит генеральный секретарь Мекане Йесус Гудина Тумса.

## Структура
Большинство прихожан Церкви относятся к народу оромо (50 %), камбата (30 %), сидамо (13 %), тиграи (2 %). Большая часть приходов находится в центральной и западной части Эфиопии.
EECMY одна из самых быстро растущих христианских деноминаций — если в 1997 года она имела почти 2,3 миллиона последователей, то согласно оценкам 2005 года число где-то между 4.7 миллионами и 5 миллионами прихожан. Церковь разделена на 19 синодов, которые являются аналогами земельных Церквей Германии. В Церковь входят около 5500 общин.
Церковь имеет семинарию в Аддис-Абебе, где учатся 150 студентов.
В настоящее время часть прихожан проживает в США и Европе (преимущественно в Швеции).
Наряду с миссионерскими и приходскими программами Церковь занимается оказанием медицинской помощи населению, профессиональным образованием, программами орошения пустынных земель и лесоразведения, а также помощью голодающим жителям страны.
Церковь Мекане Йесус — член Всемирной лютеранской федерации, Всемирного совета церквей, Всеафриканской конференции церквей и Лютеранского сообщества Центральной и Восточной Африки.

## Руководство
Церковь возглавляется президентом. Помимо этой существует должность генерального секретаря.

### Список президентов EECMY
- Эмануэл Абрахам (1963—1985)
- Франсис Эстефанос (1985—1993)
- Ядесса Даба (1993—2001)
- Итеффа Гобена (2001—2009)
- Ваксейоум Идоза (2009 — настоящее время)

### Список генеральных секретарей EECMY
- Хагос Легессе (1958—1963)
- Эзра Гебремедхин (1963—1966)
- Гудина Тумса (1966—1979)
- Мегерса Гута (1993—2006)
- Ваксейоум Идоза (2006—2009)
- Берхану Офгаа (2009 — настоящее время)